# 난쟁이저빌
난쟁이저빌(Gerbillus amoenus)은 황무지쥐아과에 속하는 설치류의 일종이다. 리비아와 이집트에서 주로 발견되며, 모리타니아부터 튀니지까지 지역에서도 서식하는 것으로 추정된다. 몸길이가 약 6cm이고, 갈색 아구티 색을 띤다. 배 쪽은 희고 아주 긴 꼬리를 갖고 있다. "차밍저빌"로도 알려져 있다.